# Gefecht bei Artenay
Weißenburg – Spichern – Wörth – Colombey – Straßburg – Toul – Mars-la-Tour – Gravelotte – Metz – Beaumont – Noisseville – Sedan – Sceaux – Chevilly – Bellevue – Artenay – Châtillon – Châteaudun – Le Bourget – Coulmiers – Amiens – Beaune-la-Rolande – Villepion – Loigny und Poupry – Orléans – Villiers – Beaugency – Nuits – Hallue – Bapaume – Villersexel – Le Mans – Lisaine – Saint-Quentin – Buzenval – Paris – Belfort
Das Gefecht bei Artenay am 10. Oktober 1870 zwischen dem I. Bayerischen Korps und dem französischen XV. Korps der Loirearmee war eine Schlacht des Deutsch-Französischen Krieges, nach diesem Gefecht kam es am folgenden Tag zur ersten Besetzung von Orléans durch die Deutschen.

## Vorgeschichte
Um die deutsche Belagerung von Paris nach Süden hin abzusichern, wurde Anfang Oktober 1870 das I. Bayerische Korps unter General von der Tann an die Loire abgesandt. Zur Verstärkung der Bayern wurde die 22. Division unter General von Wittich und die 17. Division unter General von Schimmelmann, sowie die 2. und die 4. Kavallerie-Division in Marsch gesetzt. Ziel General von der Tanns war die Eroberung von Orléans, wo sich neue französische Verbände versammelten, am 8. Oktober rückte die deutsche Armee-Abteilung bis Etampes vor. Nach einem kleineren Treffen bei Angerville am 9. Oktober, an dem jedoch nur die Kavallerie und die Vorhut beteiligt waren, zogen sich die Franzosen vor Orléans auf eine Linie von Artenay bis Patay zurück.

## Das Gefecht
Das französische XV. Korps unter General de La Motte-Rouge hatte Orléans und den Wald nördlich davon besetzt. Am 10. Oktober gegen 10 Uhr erreichten die bayerischen Truppen die Linie der Dörfer Vilchat und Assas bei Artenay. Seit dem Gefecht am Vortag hatte das I. Bayerische Korps weitere 20–25 km zurückgelegt. Die bayerische Infanterie befand sich mit etwa 80 Kanonen im Zentrum, die 2. Kavallerie-Division unter General Stolberg deckte den rechten und die 4. Kavallerie-Division unter Prinz Albrecht von Preußen den linken Flügel. General von der Tann ließ neun Batterien auffahren und die französischen Stellungen beschießen. Das Dragoner-Regiment Nr. 5 und das Ulanen-Regiment Nr. 2 verfolgten den zurückflutenden Gegner, dabei wurde eine Anzahl bespannter Geschütze und eine Menge Gefangener eingebracht. Artenay wurde erst gegen 16 Uhr vom 1. Bayerischen Regiment besetzt. Die Franzosen hatten an Verlusten etwa 900 Tote, Verwundete und Gefangene, die deutschen Verfolger verloren etwa 200 Mann.

## Folgen

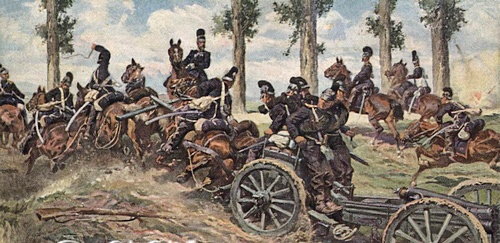
Bayerische Artillerie im Gefecht bei Ormes, 11. Oktober 1870

Die Franzosen zogen sich in Richtung Orléans zurück, wohin die Bayern am 11. Oktober massiert nachstießen. Hierbei kam es zum Gefecht bei Ormes, mit einem heftigen bayerischen Artilleriekampf, für dessen erfolgreiche Ausführung der Kommandeur Franz Will (1830–1912) geadelt und mit dem Ritterkreuz des Militär-Max-Joseph-Ordens ausgezeichnet wurde. Die Deutschen drangen von allen Seiten in die Stadt Orléans ein, die 3. bayerische Brigade hatte beim Vorstoß zum Marktplatz der Stadt schwere Verluste. Die Deutschen verloren in der ersten Schlacht um Orléans etwa 60 Offiziere und 1.200 Soldaten, 3.000 französische Soldaten gingen in die Gefangenschaft. Die Stadt Orléans wurde die nächsten Tage besetzt. Die 22. Division und die 4. Kavallerie-Division wurden wieder zur Unterstützung der Belagerung von Paris abgezogen und nahmen dabei am 18. Oktober Châteaudun ein.
Das zurückgegangene französische XV. Korps war aber intakt geblieben und erhielt in General Aurelle de Paladines einen neuen Führer. Nach dem neuerlichen Anmarsch der Loirearmee unter Chanzy (XV. und XVI. Korps) musste General von der Tann Orléans in der Nacht vom 8. auf den 9. November räumen lassen. Nach der Niederlage in der Schlacht bei Coulmiers verblieben die Bayern in Artenay, wo General von der Tann vorerst Quartier nahm.
Am 3. Dezember 1870 kam es beim neuerlichen Vormarsch der 2. Armee unter dem Oberbefehl von Prinz Friedrich Karl von Preußen zur eigentlichen Schlacht bei Orléans, bei dem das IX. Armee-Korps unter General der Infanterie von Manstein die Stadt besetzen konnte.

## Trivia
Die Attacke des Dragoner-Regiments Nr 5 bei Artenay 10. Oktober 1870 ist ein 71,5 × 150,5 cm großes Ölgemälde auf Leinwand des deutschen Malers Otto von Faber du Faur, welches heute (2011) im Besitz des Bayerischen Armeemuseums in Ingolstadt ist.